# NGC 5581
NGC 5581 é uma galáxia elíptica (E-S0) localizada na direcção da constelação de Boötes. Possui uma declinação de +23° 28' 48" e uma ascensão recta de 14 horas, 21 minutos e 16,2 segundos.
A galáxia NGC 5581 foi descoberta em 6 de Maio de 1883 por Édouard Jean-Marie Stephan.